# Rødmus
Rødmusen (Myodes glareolus) findes i Danmark og i store dele af Europa undtagen Nordskandinavien og Middelhavslandene.
Rødmusen lever i løvskove og i Skandinavien også i nåleskov.